# Houcine Mahnouch
Houcine Mahnouch (arabe : حسين محنوش) est un acteur tunisien.

## Filmographie
- 1992 : El Douar (ar) : El Atti
- 2011 : L'Infiltré (téléfilm) de Giacomo Battiato : Khalil Al-Shurafa
- 2015 : Conflit de Moncef Barbouch
- 2016 : Madrasat Al Rassoul d'Anouar Ayachi
- 2019-2020 : Nouba : Mustapha Gannouch